# Centro (Florianópolis)
O Centro é um bairro nobre da região central de Florianópolis, capital do estado de Santa Catarina, no Brasil. É o local da primeira povoação colonial da cidade, de onde partiu a povoação, e ainda permanece como centro político, econômico e social de Florianópolis e da região metropolitana, concentrando órgãos públicos, comércio, estruturas de transporte, lazer, educação e saúde.

## Geografia
Apesar de estar no oeste da Ilha de Santa Catarina, o Centro fica de fato no centro da área urbana da Grande Florianópolis, e é área mais densa e verticalizada da Ilha de Santa Catarina.
Inicialmente, era considerado o Centro a parte voltada para a Baía Sul, próxima a atual Catedral Metropolitana, e outras partes, conforme foram povoadas, tinham seu próprios nomes, como Mato Grosso, Tronqueira, Praia de Fora, Pedreira, Bairro da Figueira, Toca, Canudinhos, Campo do Manejo, Menino Deus. Alguns deles tinham características rurais, outros, em contraponto ao Centro urbanizado, eram formados por casarões e chácaras, como o Mato Grosso, e outros eram balneários, como a Praia de Fora. Esses bairros foram incorporados pelo Centro conforme a urbanização avançou. Na atualidade, o Centro é o único bairro da ilha que fica nas Baías Norte e Sul, sendo que o estreito entre as baías fica na orla oeste.
Alguns aterros foram construídos e aumentaram a área do Centro: o primeiro aterro, na região do chamado Campo do Manejo, foi feito sobre a Baía Sul na década de 1940. Mais tarde, o aterro da Baía Sul, concluído nos anos 1980, aumentou ainda mais a área do Centro sobre a Baía Sul, permitindo a construção da Ponte Colombo Salles. Na Baía Norte, dois aterros foram feitos sobre a praia de Fora, para a construção das pistas da Avenida Beira-Mar Norte.

## Pontos de interesse

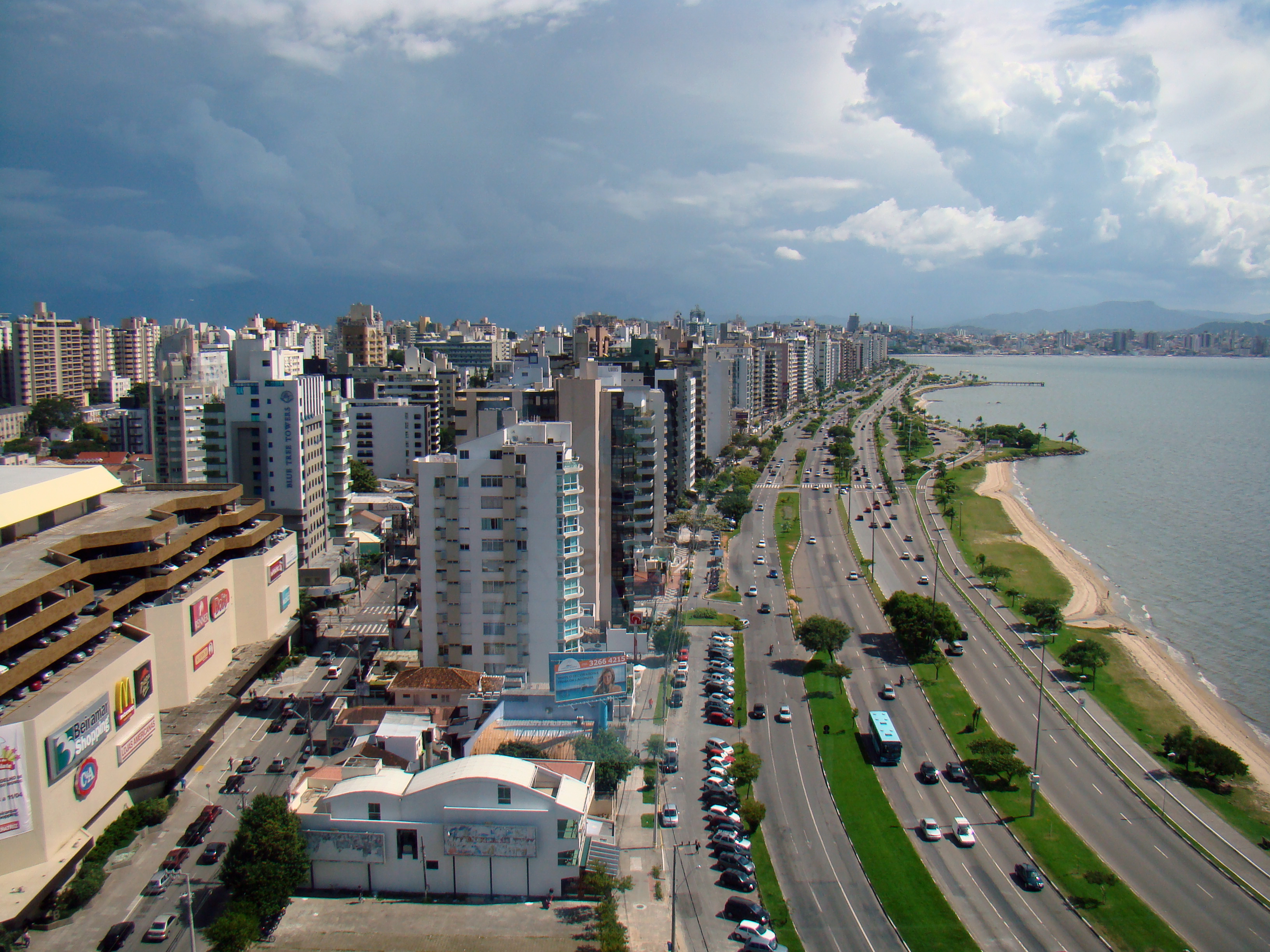
A Avenida Beira-Mar Norte e os prédios do Centro, com o Beiramar Shopping a esquerda.

Foi do Centro que partiu a povoação da cidade, na região da Praça XV de Novembro, que mantém um entorno de prédios históricos. Ficam no Centro a Prefeitura da cidade, a Câmara de Vereadores, a Assembleia Legislativa de Santa Catarina e outros órgãos públicos municipais, estaduais e federais. No passado, ficavam também no Centro o executivo estadual, primeiro no Palácio Cruz e Sousa - transformado em Museu nos anos 1980 - e depois no Palácio Santa Catarina, onde o governo ficou até se transferir para a sede atual no bairro Saco Grande em 2003.

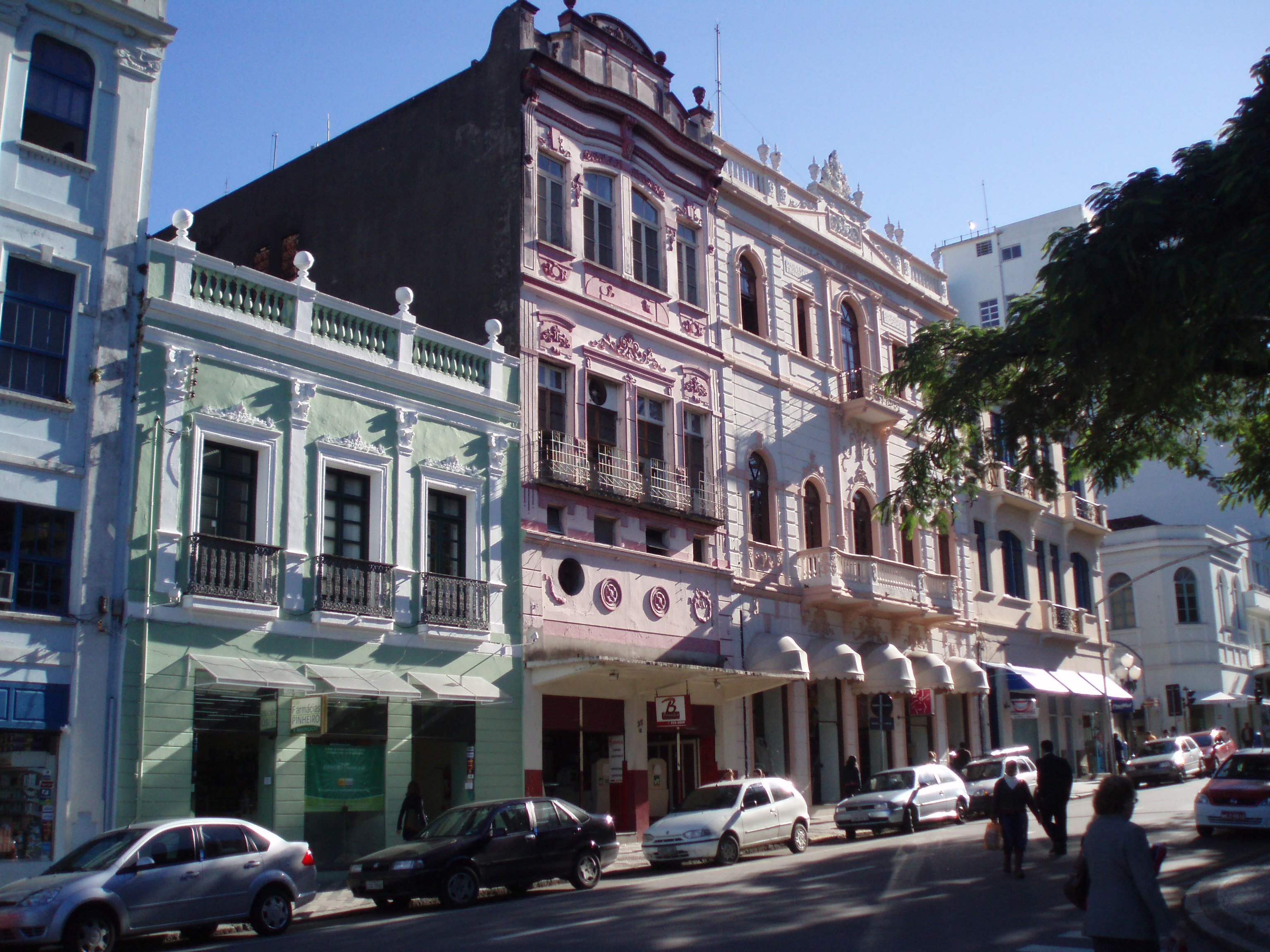
A região da Praça XV de Novembro mantém o patrimônio histórico preservado

O bairro concentra o maior número de pontos turísticos não naturais da cidade e é passagem obrigatória para quem vem à ilha por via rodoviária, por conter a cabeceira das pontes Hercílio Luz, Colombo Salles e Pedro Ivo Campos, além de abrigar o Terminal Rodoviário Rita Maria e os dois terminais centrais do sistema de ônibus urbano, TICEN e Terminal Cidade de Florianópolis.
A avenida mais conhecida do Centro é a Avenida Beira-Mar Norte que, além de ciclovia e calçadão, possui alguns dos apartamentos mais caros da cidade. Essa avenida é complementada, ao sul, pela avenida Paulo Fontes, e pela via entre as pontes e o Túnel Antonieta de Barros, a Rodovia Governador Gustavo Richard. Todas elas foram construídas sobre aterros que aumentaram o limite do Centro sobre o mar.
Outras ruas importantes e conhecidas dos moradores são as Avenidas Mauro Ramos, Rio Branco, Bocaiúva, Hercílio Luz e Othon Gama D'eça. Grandes centros comerciais também se localizam nas ruas Conselheiro Mafra e Felipe Schmidt. Ainda no comércio, o Beiramar Shopping, primeiro shopping center da cidade, construído em 1993 no local onde outrora fora um estádio de futebol, fica no Centro.

## Esporte, lazer, educação e saúde

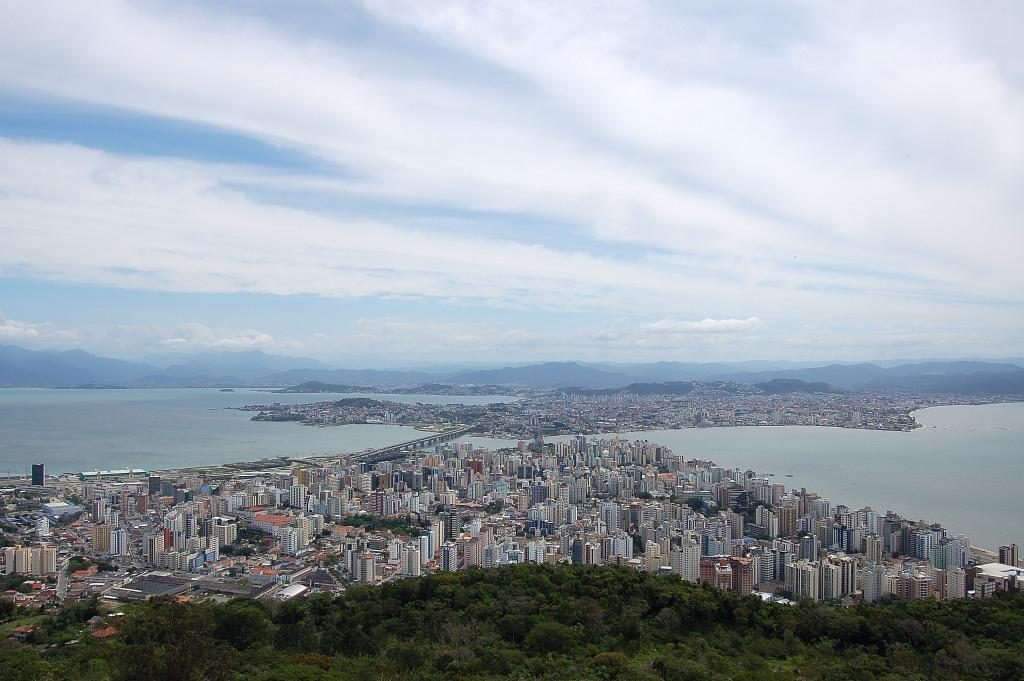
Centro de Florianópolis, em primeiro plano, visto do Morro da Cruz.

Importantes locais de lazer da cidade como a Passarela Nego Quirido, o Parque da Luz, a Praça XV de Novembro e a Praça Getúlio Vargas ficam no Centro, que recebe eventos variados, desde procissões religiosas como a do Senhor dos Passos, festas do carnaval local, de reveillon, de títulos esportivos e espetáculos ao ar livre ou em seus teatros, como o Teatro Álvaro de Carvalho ou o Teatro da UBRO.
No esporte, ficam no Centro o Ginásio Rozendo Lima e o Ginásio do SESC, que recebem eventos esportivos como a Liga Futsal, além das sedes dos três clubes de remo da cidade - Aldo Luz, Francisco Martinelli e Riachuelo - que usam as baías para treinar. Provas de maratona, ciclismo e triatlo acontecem com frequência no bairro, e no passado um circuito de rua recebeu diversas provas de automobilismo. Diversos clubes surgiram no Centro, incluindo o Figueirense, fundado no então Bairro da Figueira. O Estádio Adolfo Konder, demolido em 1983, ficava no Centro e foi a casa de diversos clubes locais, incluindo o Figueirense antes do clube construir o Estádio Orlando Scarpelli e o Avaí, que ficou com o estádio a partir dos anos 1960 até a demolição.
Na educação, ficam no Centro a maior escola pública da América Latina, o Instituto Estadual de Educação, o maior campus do Instituto Federal de Santa Catarina e algumas das escolas particulares mais importantes da cidade, como o Colégio Catarinense. Na área da saúde, ficam no Centro o primeiro hospital do estado, o Hospital de Caridade, e também o Hospital Celso Ramos, além de outras unidades como a Policlínica do Centro, o Hospital Baía Sul, o Hospital Carlos Côrrea e a Maternidade Carmela Dutra.